# Парвицкий, Николай Иванович
Парвицкий Николай Иванович — Действительный статский советник, юрист, автор историко-автобиографического произведения — книги «К трехсотлетию царствования дома Романовых: воспоминания о прошлом» (дата издания: 1913 год), экземпляр которой в апреле 1913 года преподнес Императрице Александре Федоровне, за что получил её высочайшую благодарность.

## Биографические сведения
Родился в 1852 году в семье священника во Владимирской губернии, место рождения: погост «Николо-Дебри».
В 1862 году поступил в духовную школу в губернском городе Владимире. В 1873 году окончил общеобразовательные классы во Владимирской Духовной Семинарии.
С 1873 года обучался в Демидовском юридическом лицеи (г. Ярославль) и в 1877 году получил аттестат о высшем юридическом образовании.
21 января 1881 года, в возрасте 27 лет, во времена исполнения обязанностей Акмолинского уездного начальника, венчался браком с Хлебниковой Александрой Степановной, внучкой купца г. Петропавловска, которой на тот момент было 17 лет. Одним из поручителей невесты был Хлебников Савва Исидорович купец 2-й гильдии, отличившийся участием в строительстве Храма всех святых в Петропавловске.
С 1909 года и до Революции 1917 года Н. И. Парвицкий проживал в городе Владимир на улице Большая Московская, в доме № 44. В настоящее время в этом здании располагается Администрация Октябрьского района г. Владимира.
В нескольких выпусках Вязниковской общественно-политической газеты «Маяк» опубликованы интересные моменты описывающие жизнь Н. И. Парвицкого и его близких.

## Государственная служба

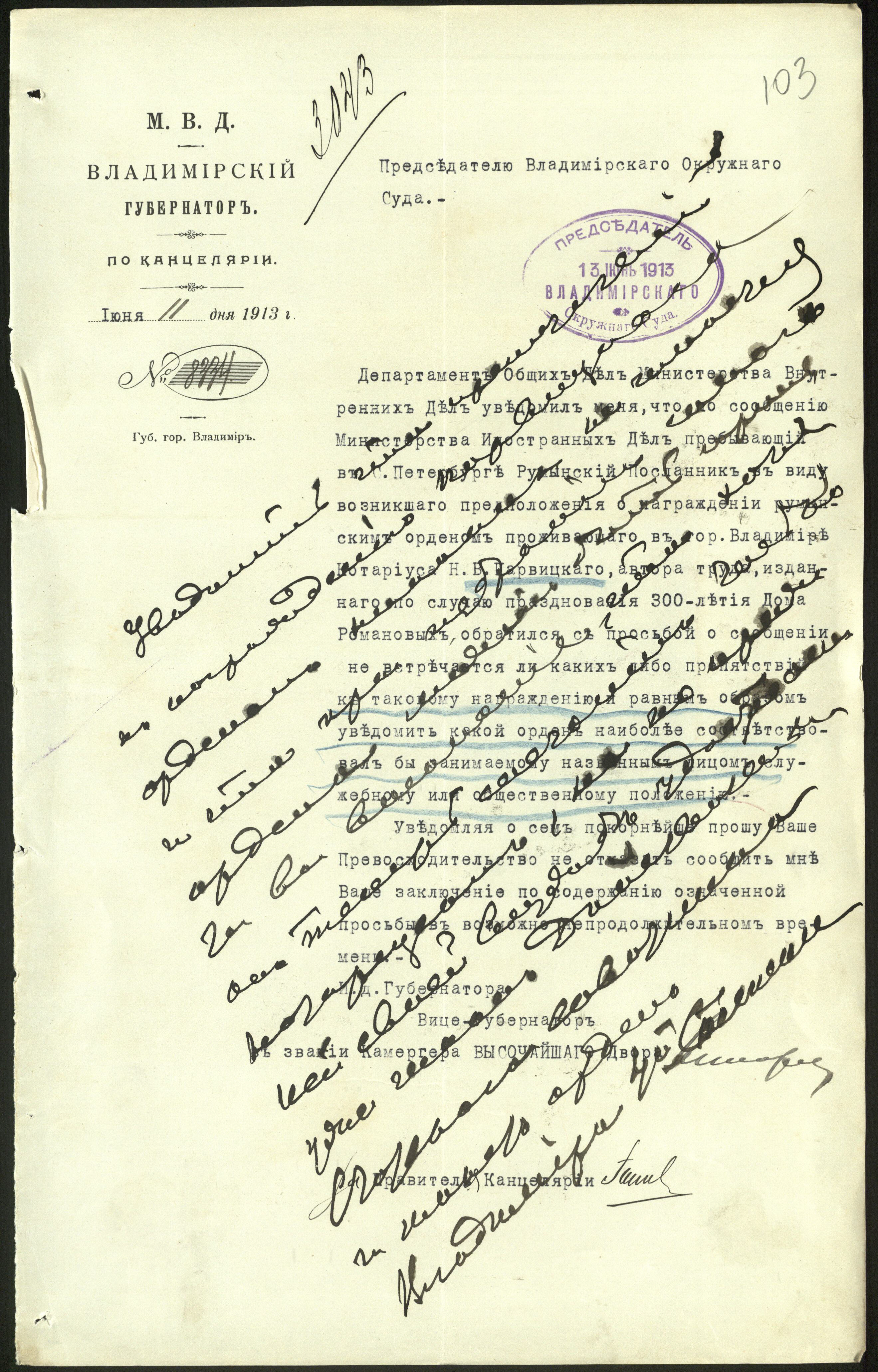
Письмо о награждении Румынским орденом Парвицкого Н. И.

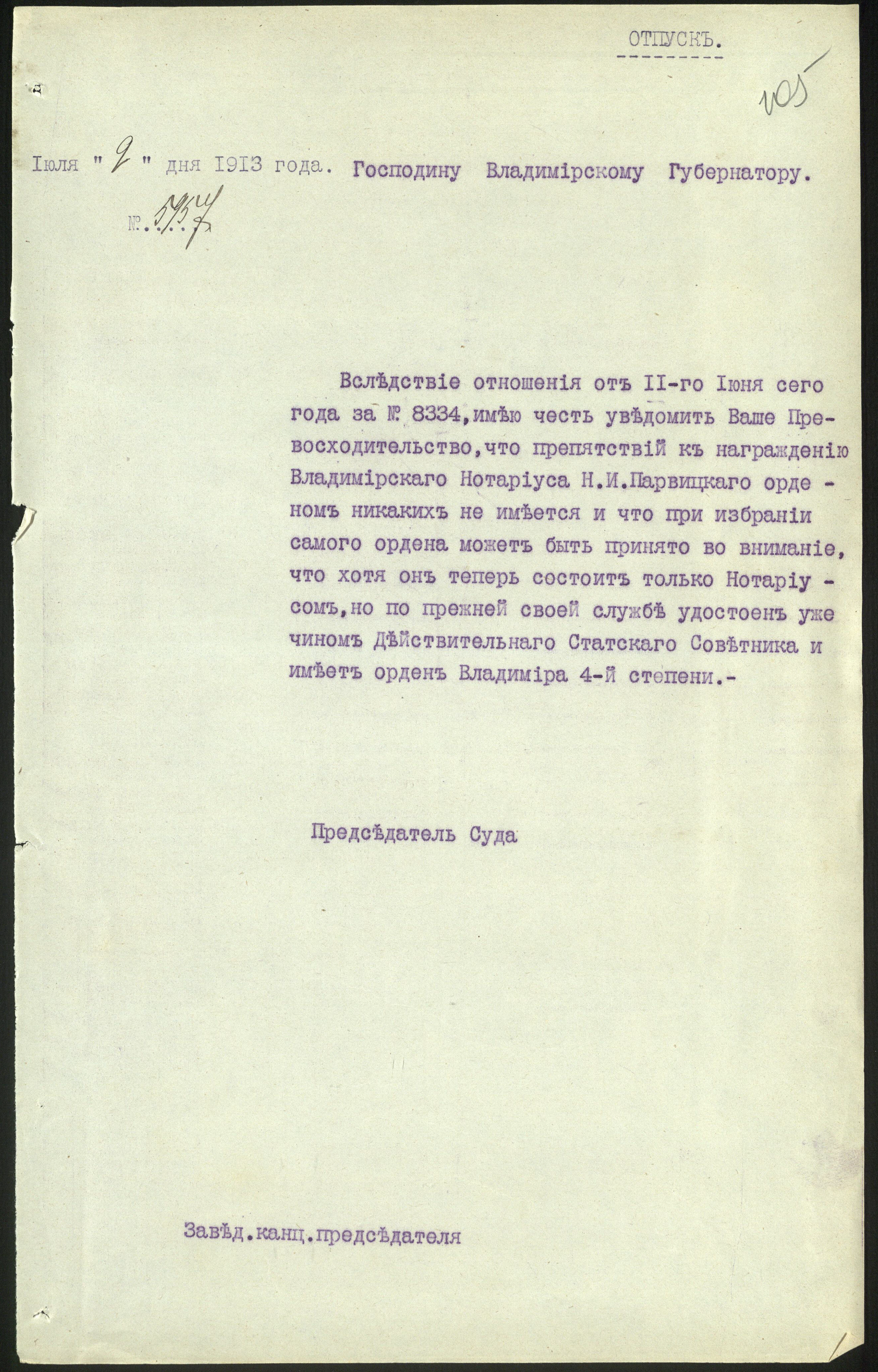
Резолюция к Письму о награждении Румынским орденом

- Приказом Председательствующего в Совете Главного Управления Западной Сибири от 31 мая 1878 года за № 39 с разрешения Генерал Губернатора определён на службу в Западную Сибирь с причислением к Главному Управлению с 5 мая 1878 года.
- Приказом Генерал-губернатора Западной Сибири определён Барнаульским Окружным Судьей 29 августа 1878 года.
- Приказом от 6 ноября 1879 года за № 60 назначен Старшим Чиновником Особых поручений при Военном Губернаторе Акмолинской области.
- Приказом Генерал-губернатора Западной Сибири назначен Акмолинским Уездным Начальником 14 декабря 1879 года (Казахстан в составе Российской империи).
- Государь Император, по всеподданнейшему докладу Министра Внутренних Дел об отлично усердной службе всемилостивейше соизволил пожаловать орден Св. Станислава 3-й степени 26 Февраля 1882 г.
- Приказом по Министерству Внутренних Дел от 27 ноября 1882 года за № 36 определён на службу в Министерство с откомандированием для занятий в Хозяйственный Департамент.
- Из Главного Управления Красного Креста получил светло-бронзовую медаль в память Русско-Турецкой войны 1877—1878 г., при свидетельстве за № 1007 от 31 марта 1883 года.
- Из Главного Управления получил знак Красного Креста при свидетельстве за № 3328, 15 января 1883 года.
- Приказом Керчь-Еникальскаго Градоначальника назначен Правителем Канцелярии 14 марта 1884 года[7].
- Государь Император, по всеподданнейшему докладу Министра Внутренних Дел об отличной и усердной службе, всемилостивейше соизволил пожаловать чином Коллежского Асессора 30 августа 1885 года.
- В течение 12 лет исполнял обязанности Секретаря Статистического Комитета, состоя в то же время Правителем Канцелярии Градоначальника с 31 декабря 1885 года по 1 мая 1897 года.
- Государь Император, по Всеподданнейшему докладу Президента Общества Попечительного о тюрьмах, Высочайше соизволил на утверждение в звании Директора Керченского Попечительного о тюрьмах Комитета 1 ноября 1886 года.
- Государь Император, по всеподданнейшему докладу Министра Внутренних Дел об отличной и усердной службе, всемилостивейше соизволил пожаловать орден Св. Анны 3-й степени 24 апреля 1888 года.
- Государь Император, по всеподданнейшему докладу Министра Внутренних Дел об отличной и усердной службе, всемилостивейше соизволил пожаловать орден Св. Станислава 2 степени.
- Состоял делопроизводителем Керчь-Еникальскаго Особого по городским делам Присутствия, согласно 13 ст. Городового Положения 1892 года, с 10 августа 1892 года по 1897 год, исполняя в то же время обязанности Правителя Канцелярии Градоначальника и Секретаря Статистического Комитета[8].
- Государь Император, по всеподданнейшему докладу Министра Внутренних Дел об отличной и усердной службе, пожаловал орден Св. Анны 2-й степени 30 августа 1893 года.
- Согласно 14 ст. Высочайше утвержденного, 5 июня 1895 года, Положения о первой общей переписи населения Российской Империи 1897 года был назначен, членом делопроизводителем Керчь-Еникальской Особой Переписной Комиссии 24 Сентября 1896 года, исполняя в то же время обязанности Правителя Канцелярии Градоначальника, Секретаря Статистического Комитета и Делопроизводителя Керчь-Еникальскаго Особого по городским делам Присутствия.
- За труды по первой всеобщей переписи населения 1897 года получил установленную темно-бронзовую медаль при свидетельстве от 17 марта 1897 года за № 9240.
- Награждён серебряною медалью в память Царствования Императора Александра III, 15 февраля 1897 года.
- Высочайшим Приказом по Министерству Внутренних Дел, от 31 октября 1897 года за № 77, назначен Советником Екатеринославского Губернского Правленая (Екатиринославская губерния).
- В течение 10 лет с 1897 по 1907 год состоял членом Екатеринославского Губернского Училищного Совета (представителем от Министерства Внутренних Дел).
- Распоряжением Екатеринославского Губернатора князя Святополк-Мирскаго назначен был Председателем комиссии по испытанию лиц, поступающих на должности полицейских урядников, и нес эти обязанности в течение 5 лет.
- Высочайшим Приказом, от 3 апреля 1904 года за № 23,утвержден Старшим Советником Екатеринославского Губернского Правления.
- Участвовал в заседаниях Губернского Совещания, под председательством Губернатора, образованного для пересмотра законодательства о крестьянах.
- По журнальному постановлению Главного Управления по делам печати за № 13439, утвержденному Министром Внутренних Дел, 17 ноября 1905 г., возложено было исполнение обязанностей отдельного Екатеринославского цензора. Кроме того неоднократно по распоряжению Екатеринославских Губернаторов: князя П. Д. Святополк-Мирскаго, графа Ф. Э. Келлер и Гофмейстера Высочайшего Двора А. Б. Нейдгардт цензировал периодические издания, выходящие в Екатеринославле: «Приднепровский Край», «Приднепровская Молва», «Вестник Юга» и «Екатеринославский Листок».Неоднократно исполнял должность Екатеринославского Губернского Тюремного Инспектора. В течение 10 лет исполнял, за Вице-Губернатора, обязанности Члена Военной Комиссии по переосвидетельствованию опротестованных новобранцев
- На основании Высочайше утвержденного, 8 июня 1907 года, Положения о выборах в Государственную Думу состоял членом Екатеринославской Губернской Комиссии по делам о выборах в Государственную Думу.
- Государь Император, по всеподданнейшему докладу Министра Внутренних Дел об отличной, усердной и ревностной службе, соизволил пожаловать орден Св. Владимира 4 степени 6 декабря 1899 года.
- По указу Императора Российской империи Определением Правительствующего Сената по Департаменту Герольдии, 1 марта 1901 года, признан в потомственном дворянстве с правом на внесение в дворянскую родословную книгу, в 3-ю часть оной, о чём выдано свидетельство 23 марта 1901 года за № 2140.
- Государь Император, по докладу Главного управляющего Собственной Его Императорского Величества Канцелярией ходатайства Министра Внутренних Дел, пожаловал чин Действительного Статского Советника, в виде совершенного исключения и не в пример другим, 22 апреля 1907 года.
- Исполнял обязанности Екатеринославского Вице-Губернатора в различное время, в период с 7 июня по 7 июля 1900 года, с 3 сентября по 5 ноября 1903 г., с 1 ноября по 15 декабря 1904 года, с 18 марта по 12 апреля и с 4 июня по 25 июля 1905 года, с 9 по 24 мая 1906 года, с 8 по 30 января, с 6 по 19 Мая и с 2 июня по 1 июля 1906 года, с 12 апреля по 21 мая 1907 года, с 4 февраля по 14 марта и с 18 апреля по 3 мая 1908 года.
- Высочайшим приказом уволен со службы, согласно прошению, 30 мая 1908 года № 35.[9]
- После выхода на пенсию с 1909 г. и до Революции 1917 г., работал нотариусом[10] при Владимирском окружном суде.

## Семья
Родители: Отец — Парвицкий Иван Федоров (священник) 1814 года рождения, мать — Парвицкая Агрипина Абрамова 1813 года рождения.
Супруга: Парвицкая Александра Степановна (умерла 18 декабря 1913 г., в 52 года в г. Владимир (Погост Дебри))
Дети:
1. Сын: Парвицкий Сергей Николаевич, дата рождения: 10 сентября 1890 года, Капитан лейб-гвардии Кексгольмского полка (с 1918 г. по 02.02.1920 г.), вооруженные силы Юга России. Убит: 02.02.1920 г. под Дубовкой.[12]
2. Сын: Парвицкий Михаил Николаевич, дата рождения: 26 сентября 1888 года, место рождения: Владимирская обл., Вязниковский р-н, с. Спас. По состоянию на 1 января 1909 г. служил в 6-м пехотном Сибирском резервном Енисейском полку, в чине подпоручик[13]. 27 января 1915 г. награждён орденом Св. Анны 4 степени с надписью «за храбрость»[14] и орденом Св. Станислава 3 степени с мечами и бантом «За отличия в делах против неприятеля» место службы 28 пехотный Полоцкий полк.[15] Проживал в Владимирская обл., Вязниковский р-н, 20 июня 1919 г. арестован революционерами и приговорен к расстрелу.[16]
3. Дочь: Парвицкая Мария Николаевна, родилась 25 января 1893 года в г. Керчи, крёстной её стала Мария Николаевна Колтовская, супруга Керчь-Еникальского Градоначальника (с 1885-1896г.), адъютанта адмирала П.С. Нахимова, затем контр-адмирала, генерал-лейтенанта М.Е. Колтовского[17].

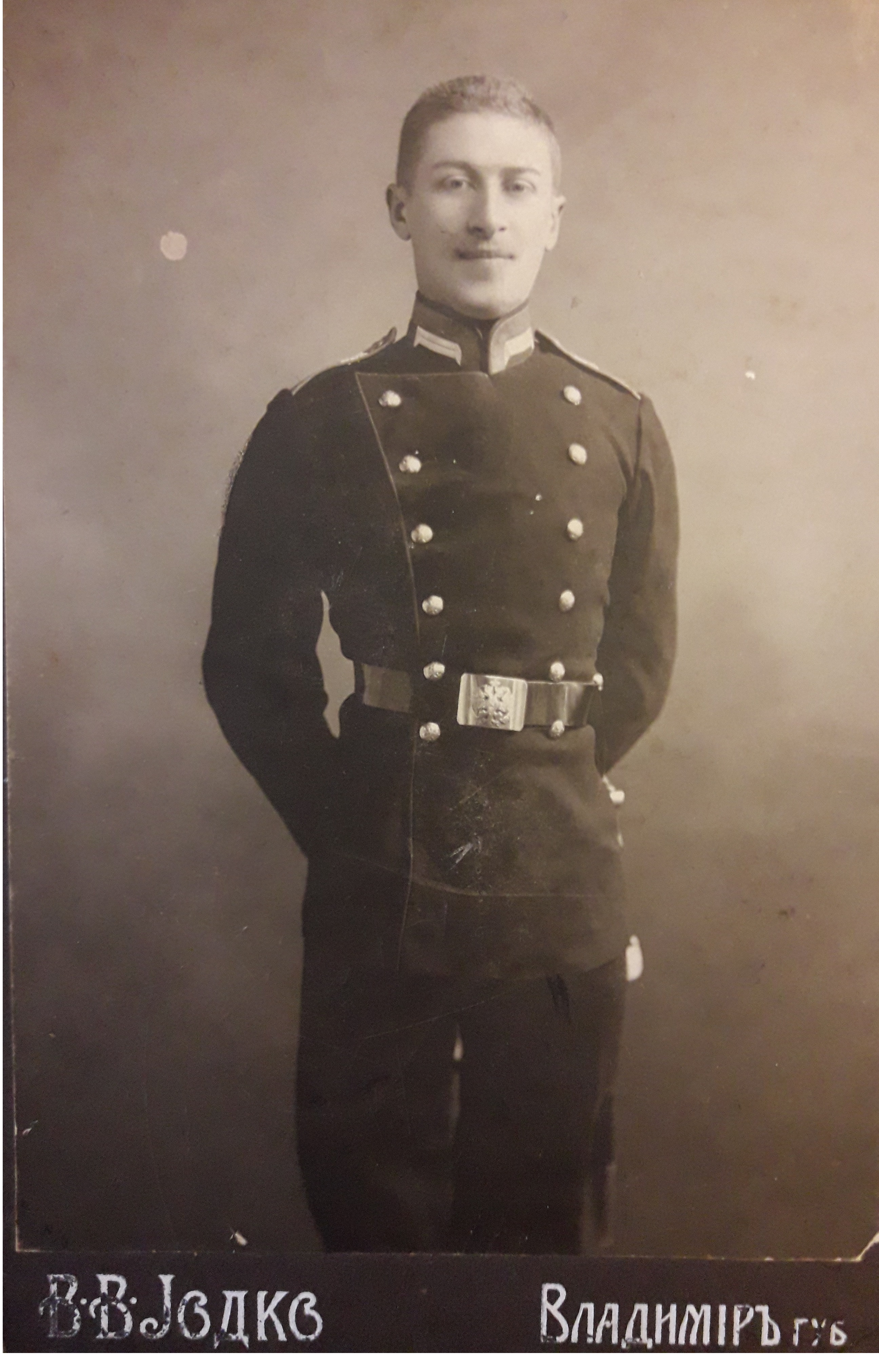
Парвицкий М. Н.
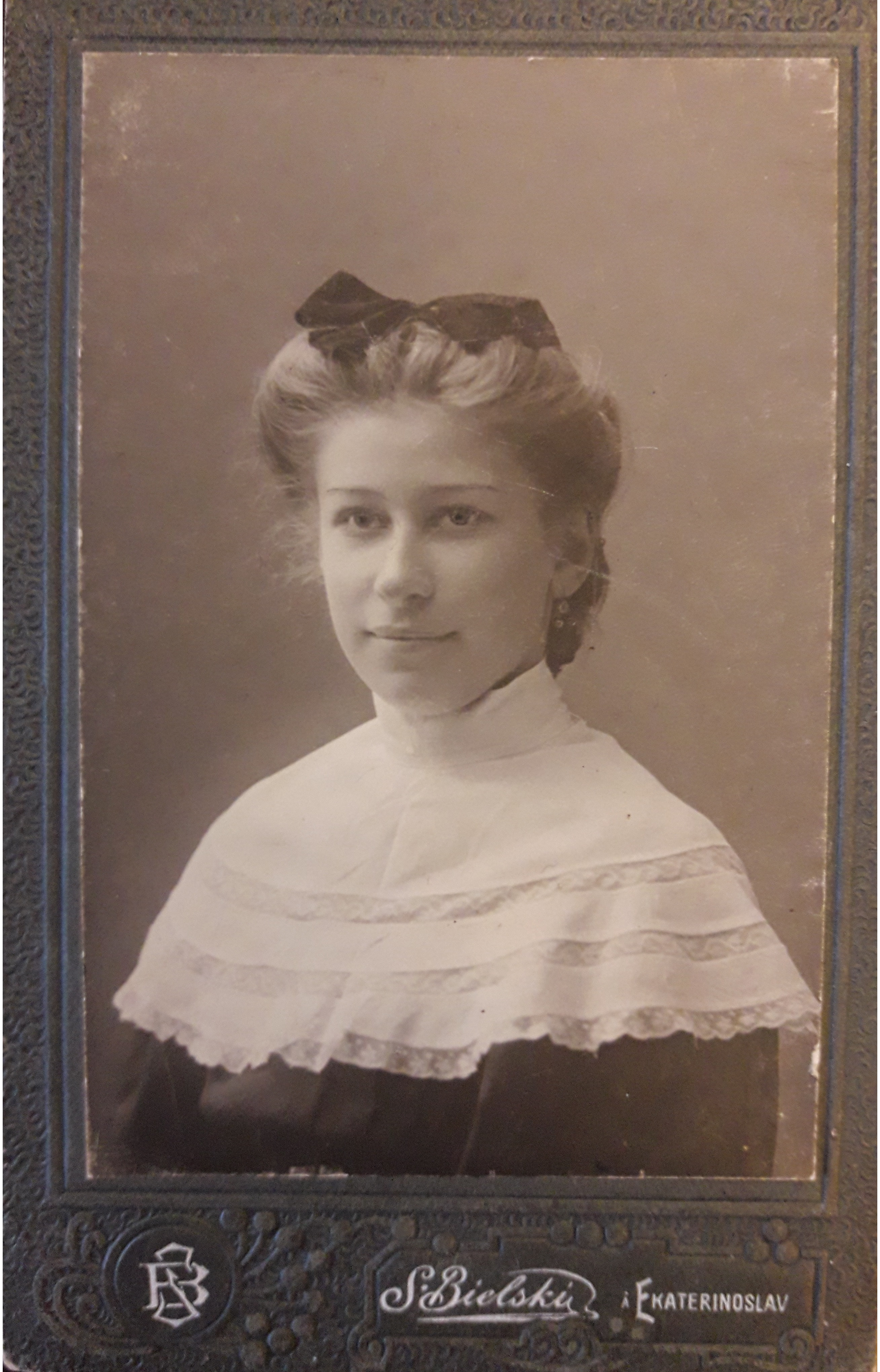
Парвицкая М. Н.
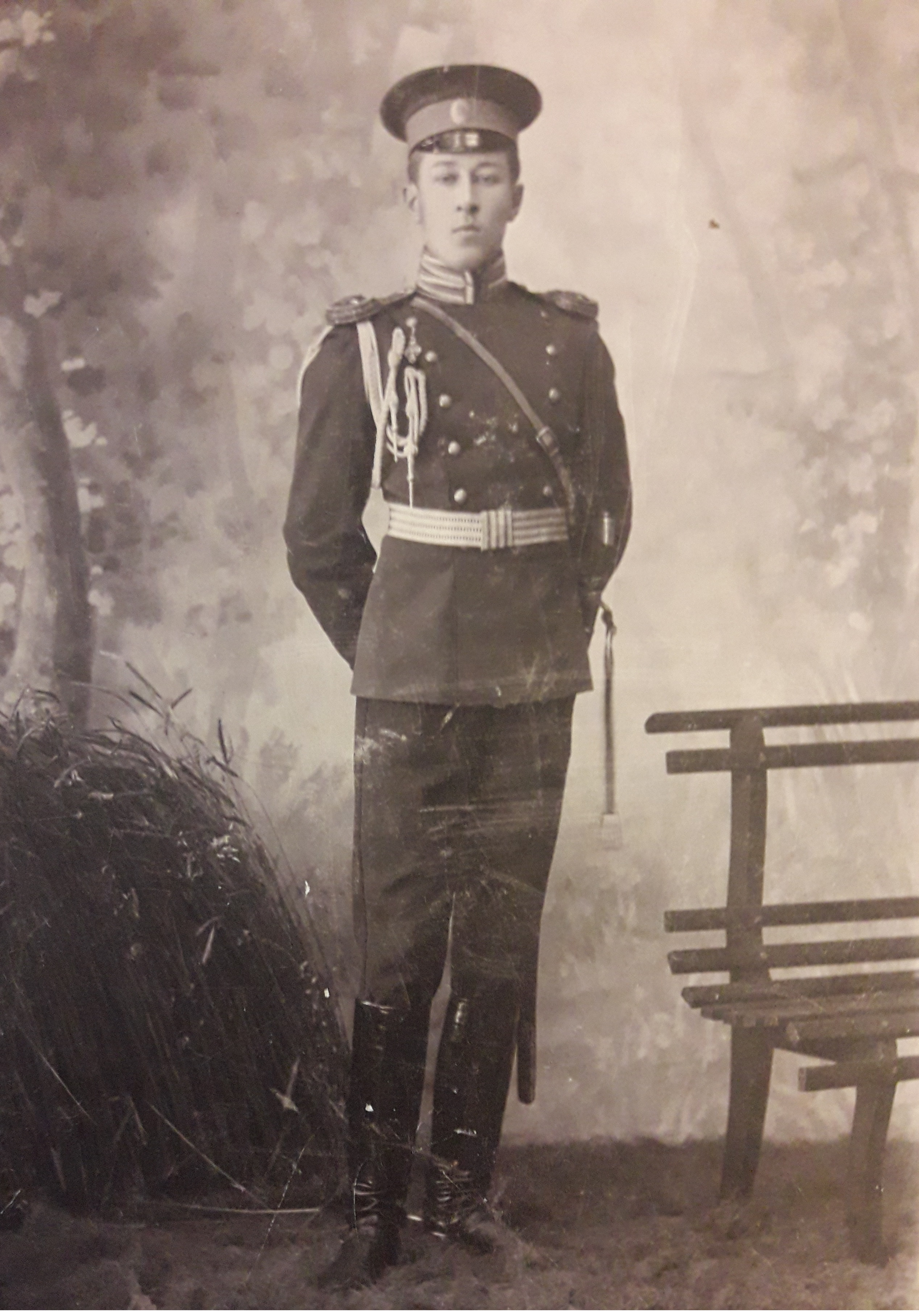
Парвицкий С. Н.